# Jean-Victor Poncelet
Jean-Victor Poncelet, född den 1 juli 1788 i Metz, död den 22 december 1867 i Paris, var en fransk matematiker.
Poncelet deltog som underlöjtnant i Napoleon I:s tåg till Ryssland, där han råkade i fångenskap, blev sedermera professor vid ingenjörsskolan i Metz och flyttade 1838 till Paris som professor vid Faculté des sciences. Han avancerade samtidigt på den militära banan och blev 1848 brigadgeneral.  Hans namn tillhör de 72 som är ingraverade på Eiffeltornet.
Poncelet vann anseende främst som skapare av den projektiva geometrin, vilken genom en särskild geometrisk metod undersöker de egenskaper hos ytor och linjer, som förblir oförändrade, om storheterna perspektiviskt projiceras, det vill säga de "projektiva egenskaperna", som de kallades av Poncelet. Med hjälp av samma metod grundlade han särskilt teorin för homologa figurer och för reciproka polarer.  Poncelet var även verksam som praktisk mekaniker och konstruerade bland annat ett särskilt slags vattenhjul. 